# رود گژات
رود گژات (انگلیسی: Gzhat) یک رودخانه در استان اسمولنسک کشور روسیه است.